# Thomas Broderick
Thomas Broderick (* 23. Dezember 1882 in Kilflynn, Irland; † 13. Oktober 1933) war ein irischer Geistlicher und Apostolischer Vikar von Westnigeria, das später zum Erzbistum Benin City wurde.

## Leben
Am 15. Juli 1906 wurde Broderick zum Priester der Gesellschaft der Afrikamissionen geweiht. In den folgenden zwei Jahren war er als Missionar an der Goldküste tätig. Von 1908 bis 1910 lehrte er als Professor am Apostolic College Ballinafad im County Mayo, Irland. Er leitete das College auch als Rektor. Die gleiche Position hatte er danach bis 1916 am College of the Society in Blackrock, County Cork, inne. 1917 wurde er Apostolischer Präfekt von Westnigeria.
Am 24. August 1918 ernannte Papst Benedikt XV. ihn zum Apostolischen Vikar von Westnigeria und Titularbischof von Petnelissus. Am 8. Dezember 1918 weihte Charles O’Sullivan, Bischof von Kerry, ihn unter Assistenz von Daniel Cohalan, Bischof von Cork, und Denis Hallinan, Bischof von Limerick, zum Bischof.